# 치카 추쿠메리제
치카 야가지에 추쿠메리제(영어: Chika Yagazie Chukwumerije, 1983년 12월 30일 ~ )는 나이지리아의 태권도 선수이다. 정치인 우체 추쿠메리제의 아들이기도 하다.